# Сеидабад (Тегеран)
Сеидаба́д (перс. سعیدآباد‎) — город на севере Ирана, в остане Тегеран. Входит в состав шахрестана Пардис. Является частью бахша Джаджруд.

## География
Город находится в центральной части остана, на левом берегу реки Джаджаруд, на расстоянии приблизительно 6 километров (по прямой) к западо-юго-западу от города Пардис, административного центра шахрестана. Абсолютная высота — 1475 метров над уровнем моря.

## Население
По данным переписи 2006 года население села составляло 5082 человека (2807 мужчин и 2275 женщин). В Сеидабаде насчитывалось 1419 домохозяйств. Уровень грамотности населения составлял 73,8 %. Уровень грамотности среди мужчин составлял 78 %, среди женщин — 68,5 %.
В 2016 году в городе имелось 2012 домохозяйств и проживало 7200 человек (3730 мужчин и 3470 женщин).